# Order Niepodległości (Iran)
Order Niepodległości (pers. ‏منظور از استقلال‎) – drugie w hierarchii ważności odznaczenie państwowe Islamskiej Republiki Iranu ustanowione w 1990 roku. Przyznawane jest przez irańskiego prezydenta żołnierzom irańskich sił zbrojnych, za wybitne osiągnięcia w swojej dziedzinie na rzecz Iranu.
Jedynym znanym odznaczonym jest szef sztabu irańskich sił zbrojnych Hasan Firuzabadi, odznaczony przez prezydenta Mahmuda Ahmadineżada w 2008 roku.
Barwy wielkiej wstęgi wskazują, że order ten jest spadkobiercą Orderu Portretu Władcy, który również służył jako nagroda za zasługi wojskowe w dobie dynastii Pahlawi.
Odznaczenie ma tylko jedną klasę.